# 중미산로
중미산로(Jungmisan-ro)는 경기도 양평군 서종면 에서 옥천면 중미산삼거리 을 잇는 도로이다. 

## 주요 경유지
경기도
- 양평군 (서종면 . 옥천면)

## 노선
| 이름         | 접속 노선                | 소재지 | 소재지 | 비고 |
| ------------ | ------------------------ | ------ | ------ | ---- |
| (이름없음)   | 무내미길                 | 양평군 | 서종면 |      |
| 영암교       |                          | 양평군 | 서종면 |      |
| 작은고개     |                          | 양평군 | 서종면 |      |
| 도장교       |                          | 양평군 | 서종면 |      |
| 정배삼거리   | 서정로                   | 양평군 | 서종면 |      |
| 중미산삼거리 | 국도 제37호선 (마유산로) | 양평군 | 옥천면 |      |

## 주요 시설및 건물
- CU 뉴양평문호점 (중미산로 6/문호리 395)
- 이마트24 R양평 서종점 (중미산로 22/문호리 379-10)
- 이마트24 나인블럭서종점 (중미산로 49/문호리 86)
- CU 양평소나기점 (중미산로 198/수능리 418-8)
- 이마트24 양평서종로드점 (중미산로 419/도장리 142-1)